# Leucotmemis varipes
Leucotmemis varipes är en fjärilsart som beskrevs av Walker 1854. Leucotmemis varipes ingår i släktet Leucotmemis och familjen björnspinnare. Inga underarter finns listade i Catalogue of Life.